# Ekenäs, Kalmar kommun
Ekenäs är en småort i Voxtorps socken i  Kalmar kommun. Ekenäs ligger vid kusten, öster om väg E22,  och var tidigare en varvsort. Idag är Ekenäs en idyllisk pendlarort till Kalmar och en ort för fritidsboende.